# Brachypauropoides pistillifer
Brachypauropoides pistillifer är en mångfotingart som beskrevs av Paul Auguste Remy 1952. Brachypauropoides pistillifer ingår i släktet Brachypauropoides och familjen Brachypauropodidae. Inga underarter finns listade i Catalogue of Life.